# 陳柏愷
陳柏愷，曾經在宏碁、關貿等公司當過資安工程師，後來成為國立交通大學(台灣)資工所博士生。

## 事蹟
2014年7月，AirSig成立，員工只有6位，創業資本額僅新台幣150萬元，公司總部位於台北市南港軟體園區、約莫10坪大的小辦公室。
2014年9月2日，鴻海集團以200萬美元（約新台幣6000萬元），入股陳柏愷成立的AirSig，取得該公司10％的股權。
2019年6月，離開AirSig執行長職務。

## AirSig
該公司所研發的空中簽名辨識技術，只要拿著手機在空中揮舞設定的筆跡，就能達到「辨識身分」、「解鎖」、「啟動應用程式」3個功能，辨識準確率不但高達99.2％，而且反應速度只有0.1秒。
但AirSig的「錢包密碼」應用程式，下載數只有7000次。